# Enantiófanes

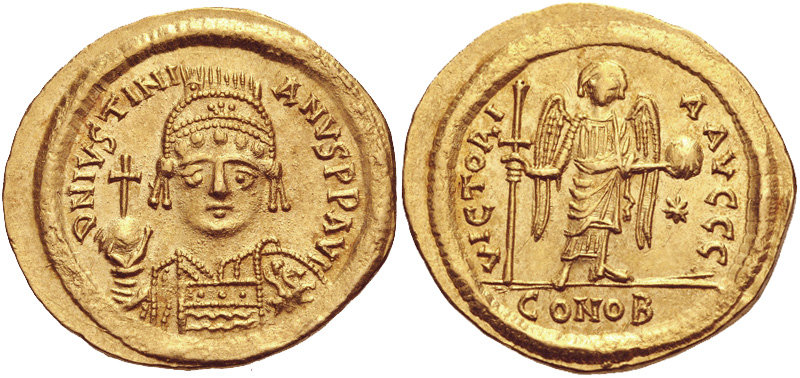
Soldo de Justiniano r.

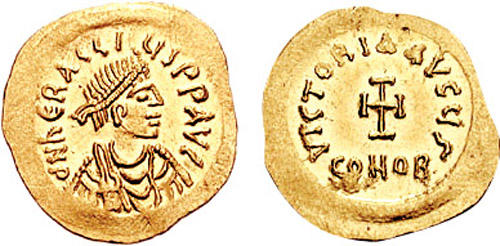
Tremisse de Heráclio r.

Enantiófanes (em grego: Εναντιοφανους; romaniz.: Enantiofanous) foi um jurista bizantino cuja identidade exata é desconhecida. São feitas menções a ele em escólios das Basílicas de Leão VI, o Sábio (r. 886–912), juntamente com outro indivíduo mencionado como "Anônimo". De acordo com a opinião amplamente aceita de K. E. Zacharia von Lingenthal, estes escólios são escritos de um "Anônimo mais velho", ativo durante o reinado de Justiniano (r. 527–565), e um "Anônimo mais jovem", identificado com Enantiófanes, ativo durante o reinado de Heráclio (r. 610–641).
Segundo esta teoria, enquanto o Anônimo mais velho teria composto um parágrafo da Digesta do Código de Justiniano, que acabaria servindo de base para as Basílicas, o mais jovem forneceu a este parágrafo notas explicativas. A razão do Anônimo mais novo ser chamado de Enantiófanes deve ao fato dele ter escrito uma obra chamada Peri enantiophaneion ("Sobre as aparentes contradições"), que é citado no Nomocano dos Quatorze Títulos, que por vezes também é atribuído a ele.